# Microxylorhiza
Microxylorhiza is een kevergeslacht uit de familie van de boktorren (Cerambycidae). De wetenschappelijke naam van het geslacht werd voor het eerst geldig gepubliceerd in 1974 door Hayashi.

## Soorten
Microxylorhiza is monotypisch en omvat slechts de volgende soort:
- Microxylorhiza matsudai Hayashi, 1974